# Halfnatuurlijk landschap

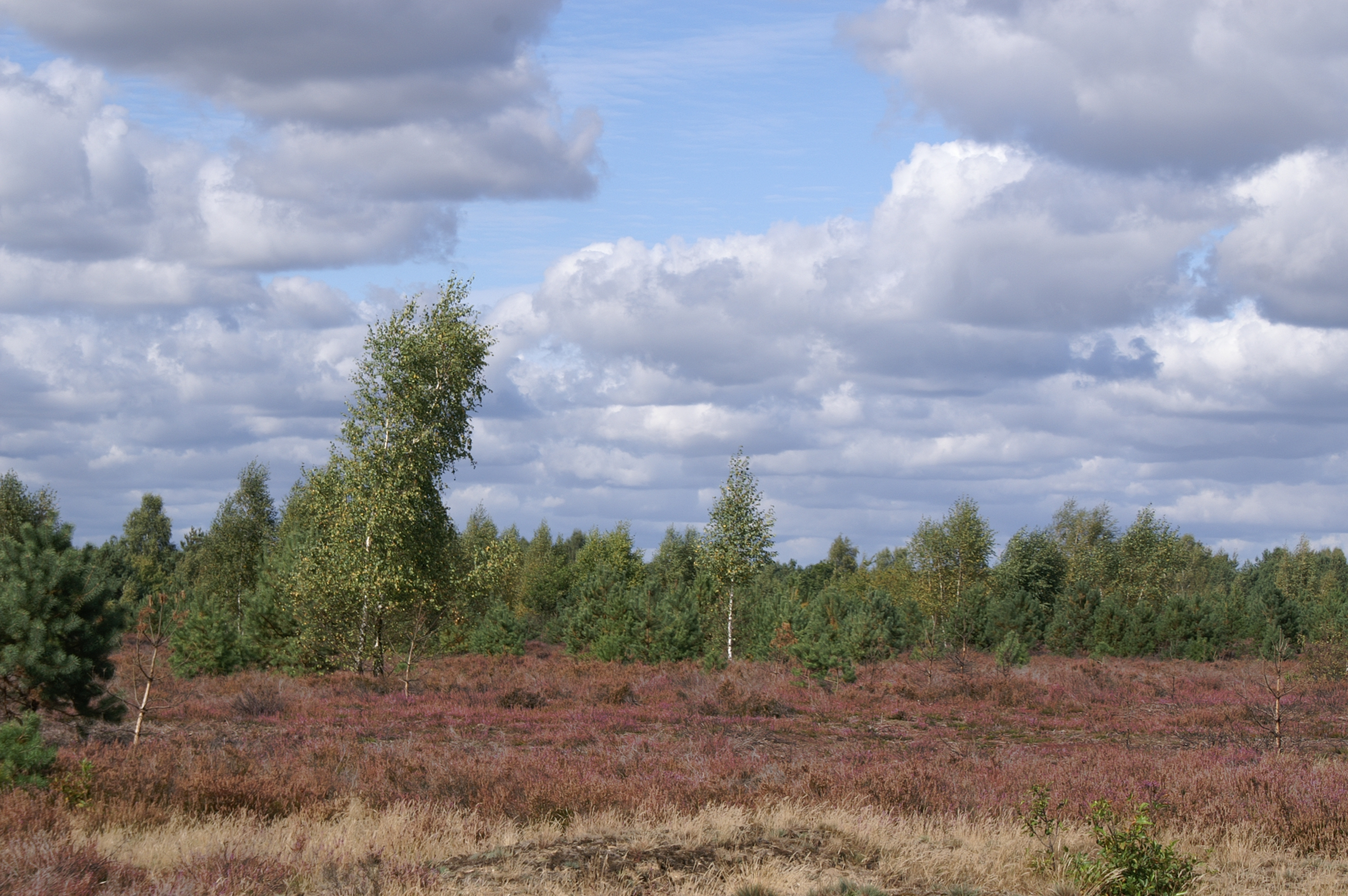
Heide wordt zonder beheer bos

Een halfnatuurlijk landschap is een landschap waarin de flora en de fauna zich spontaan gevestigd hebben, maar het landschap zelf is echter beïnvloed door menselijk ingrijpen. De halfnatuurlijke vegetatie heeft door menselijk ingrijpen (zoals kap van bomen, begrazing, ontwatering) beïnvloede vegetatiestructuur, maar de samenstelling is spontaan en niet door de mens bepaald maar hoogstens indirect beïnvloed door de mens. De vegetatie verschilt daarbij van natuurlijke, onbeïnvloede vegetatie in een natuurlijk landschap. Voor de instandhouding van halfnatuurlijke landschappen is het traditioneel gebruik of (als alternatief daarvoor) actief beheer noodzakelijk. In een cultuurlandschap is ook de samenstelling van de begroeiing grotendeels tot geheel door de mens is bepaald.
Voorbeelden van een halfnatuurlijk landschap zijn het kalkgrasland en het heidelandschap. Als op een heide niet wordt gegraasd, gemaaid en gekapt, dan zal ze na verloop van betrekkelijk korte tijd geheel met bomen begroeid raken. Het bos is in zo'n geval een gevolg van een successie en betekent het einde van het halfnatuurlijk landschap met cultuurhistorische waarde.